# Новосілка (Уманський район)
Новосі́лка — село в Україні, у Монастирищенській міській громаді Уманського району Черкаської області. Розташоване на обох берегах річки Гірський Тікич (притока Тікичу) за 22 км на північний захід від міста Монастирище. Населення становить 175 осіб.

## Галерея

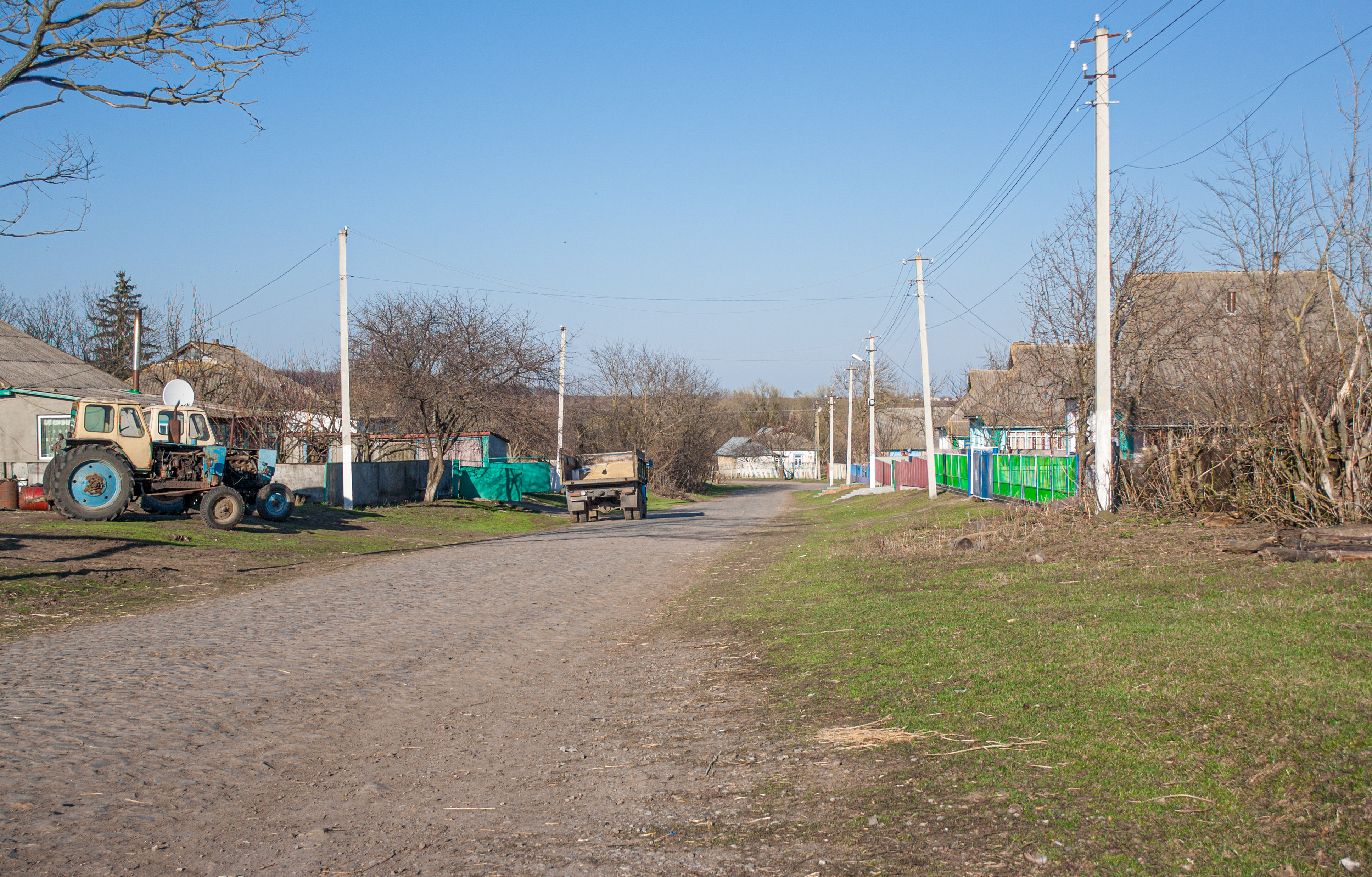
Вулиця Центральна
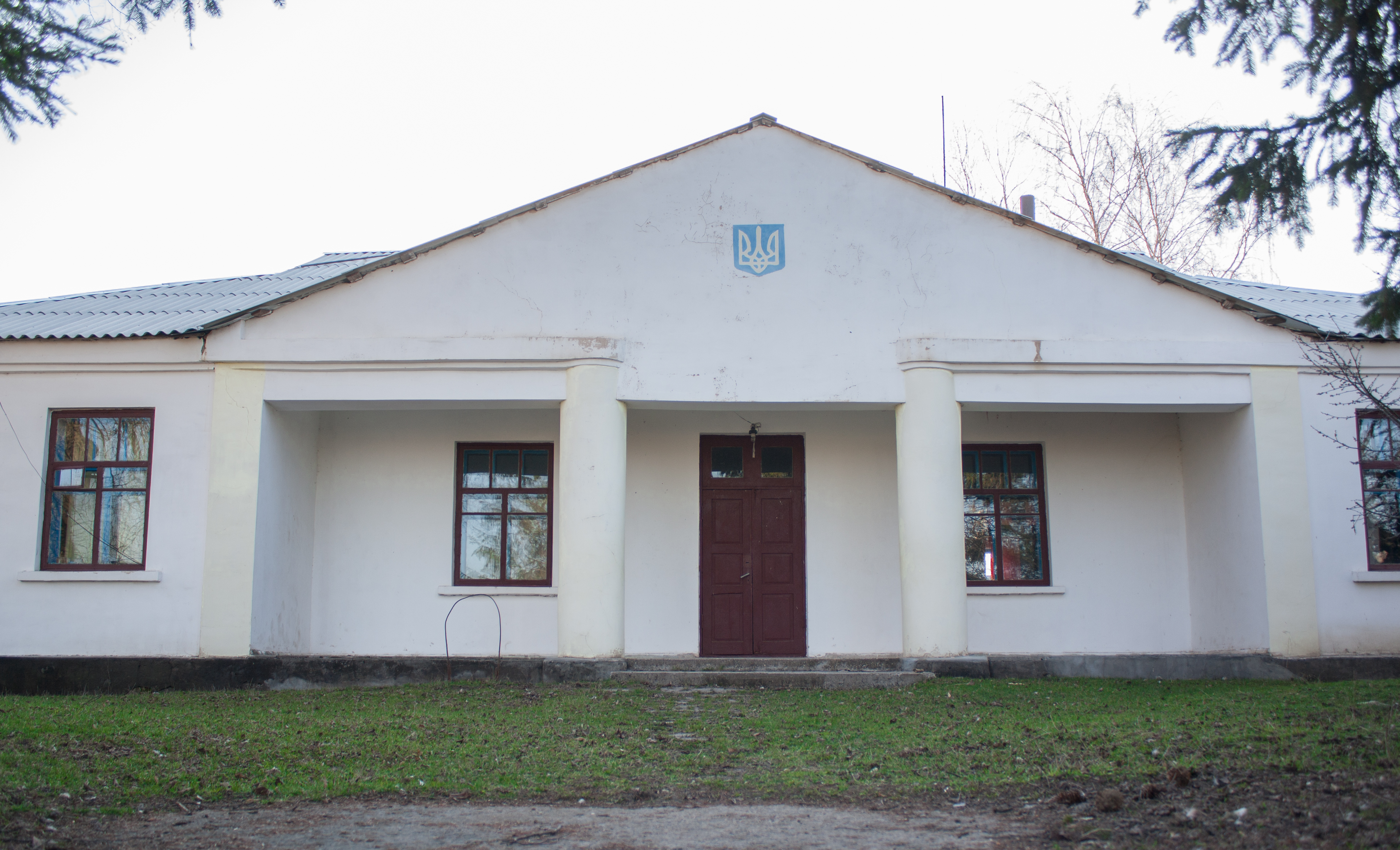
Будинок культури
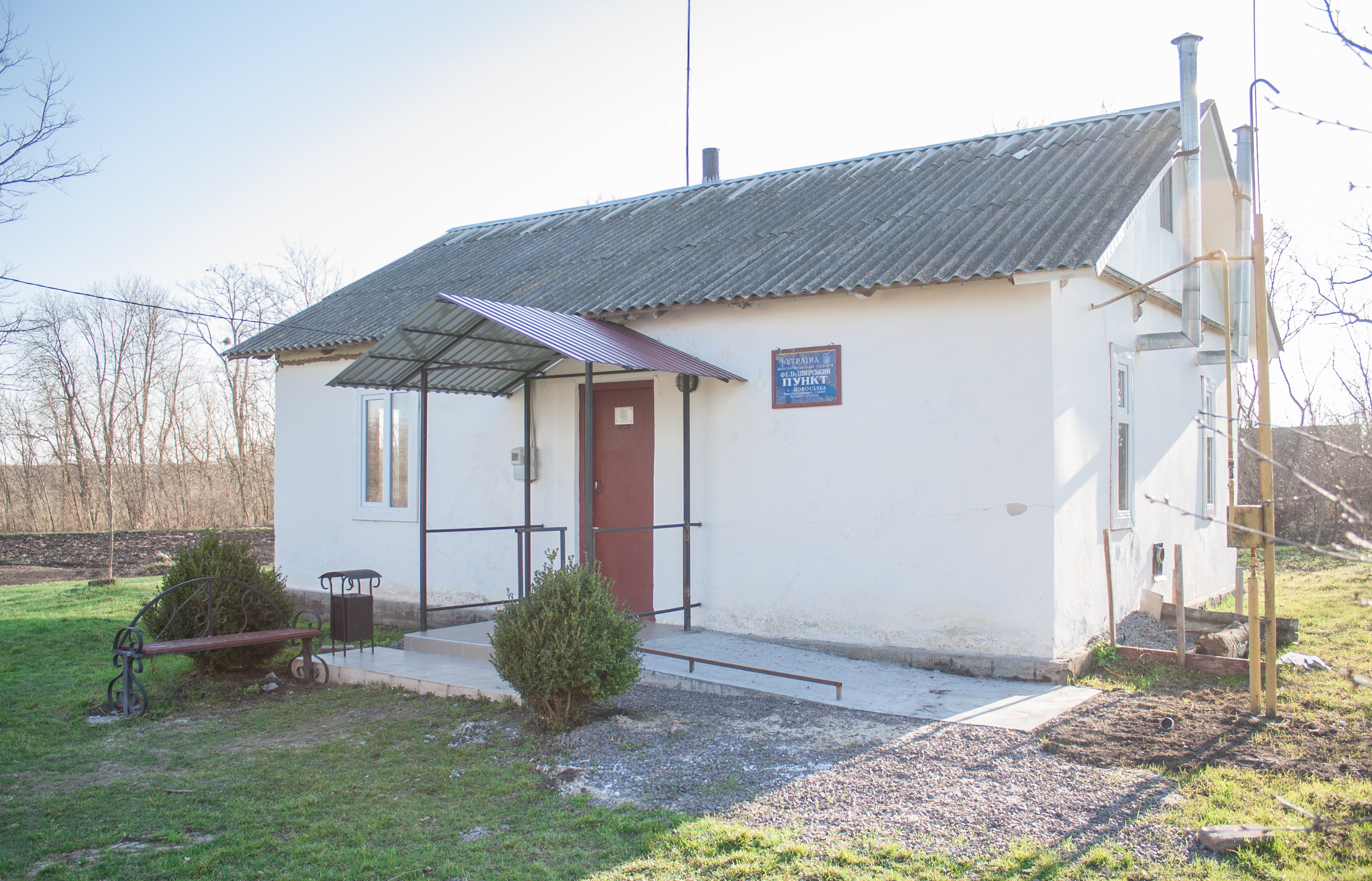
Фельдшерський пункт
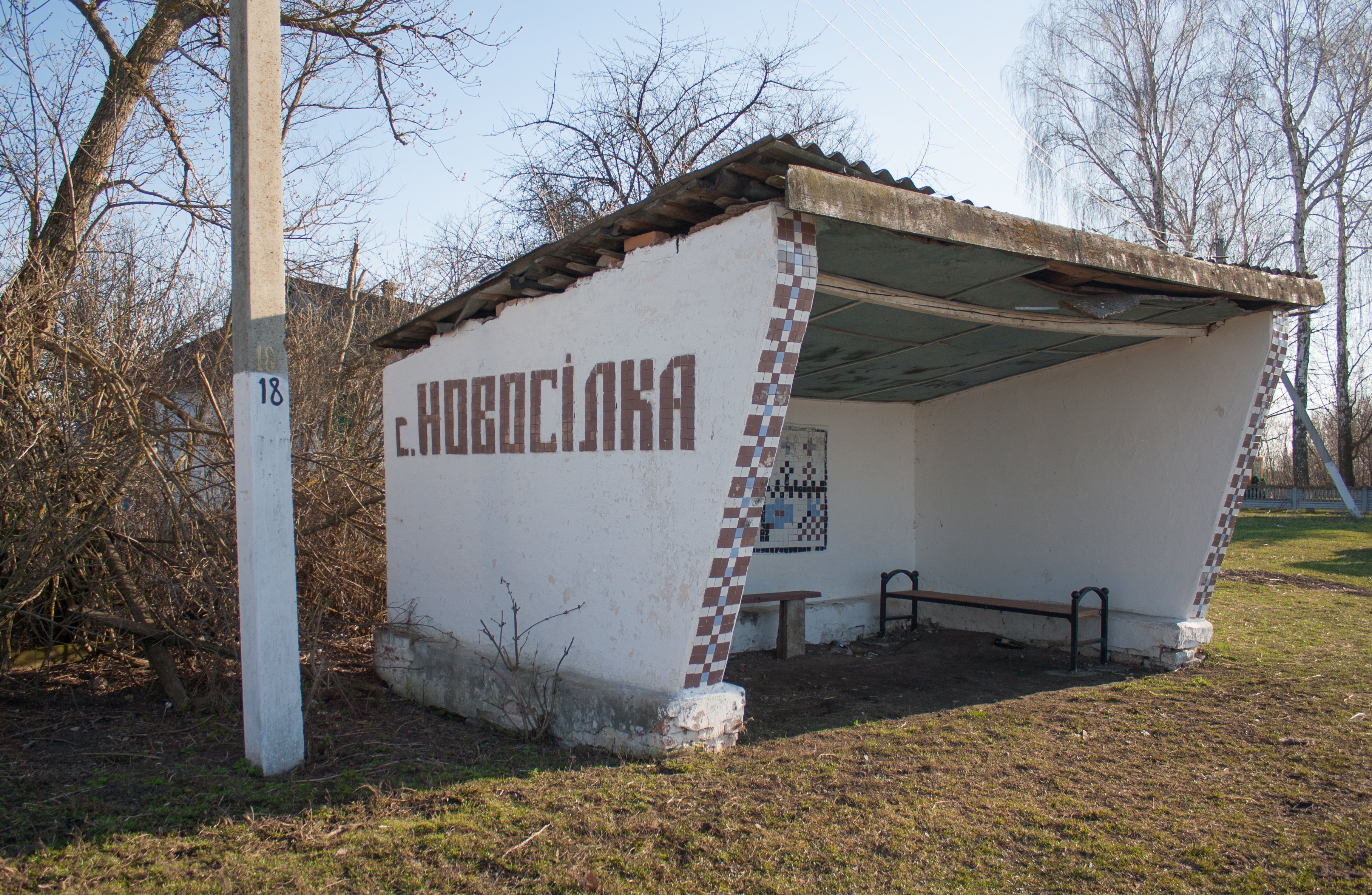
Автобусна зупинка
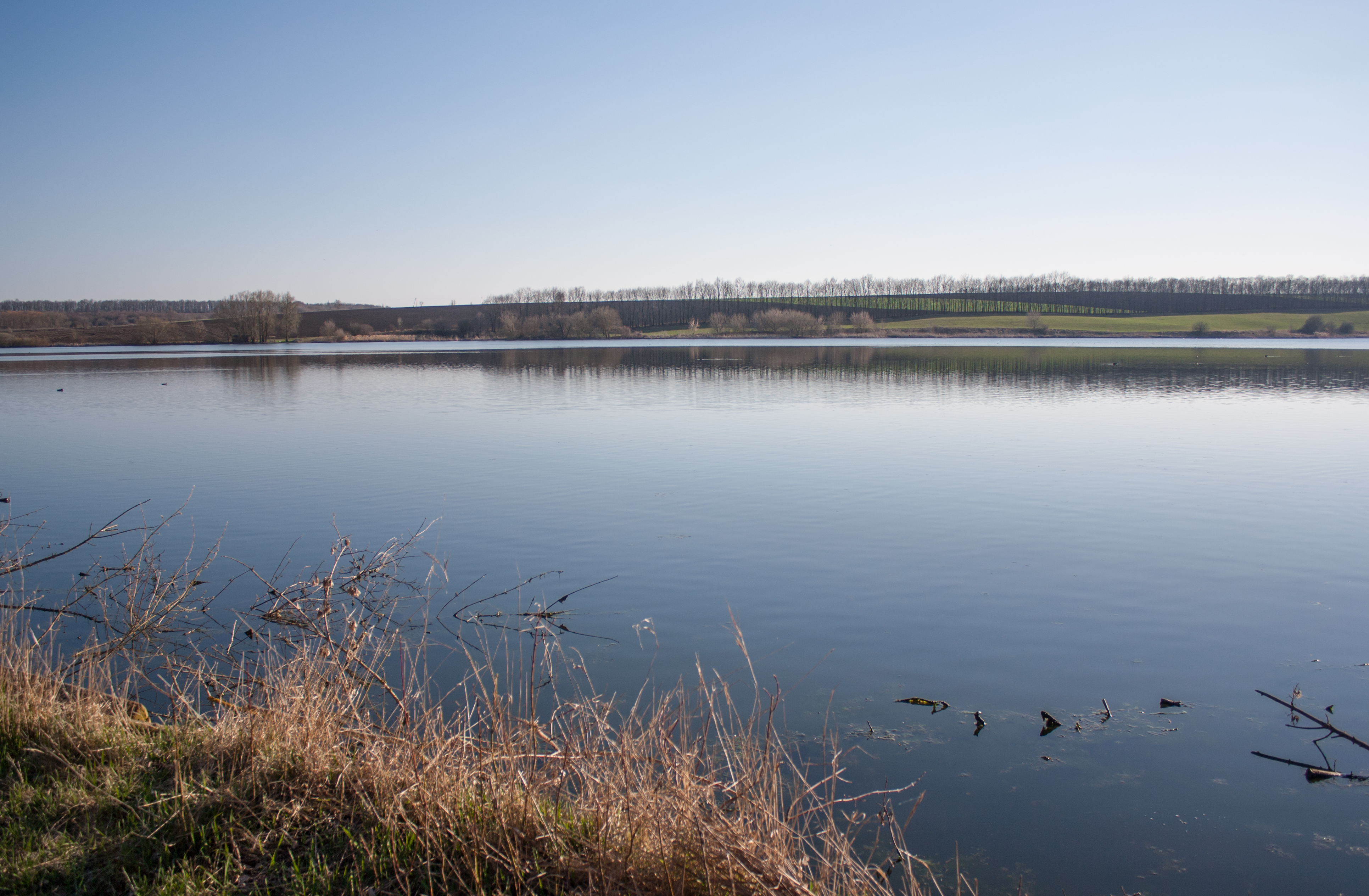
Ставок на річці Гірський Тікич
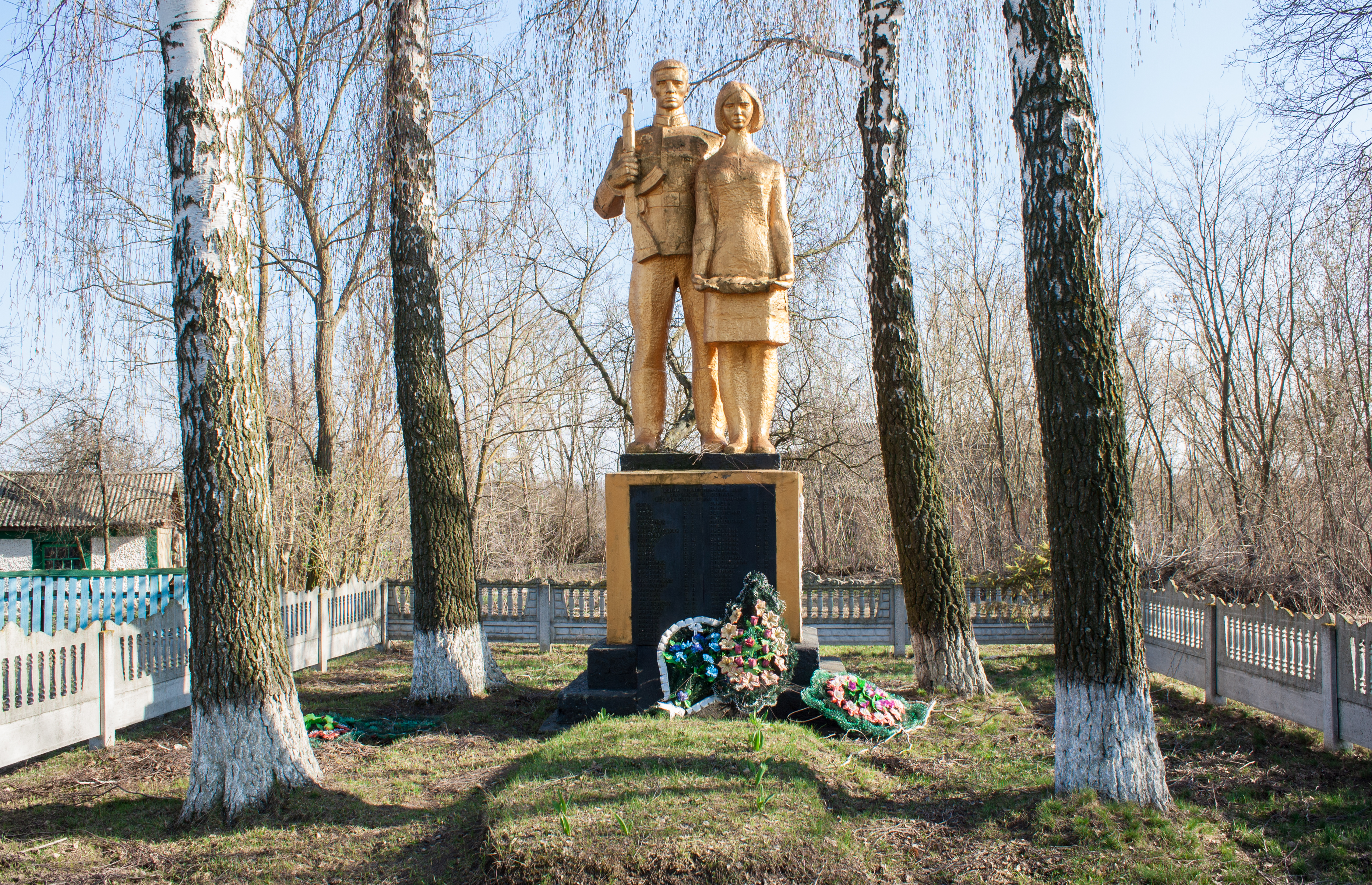
Пам'ятник воїнам-односельцям
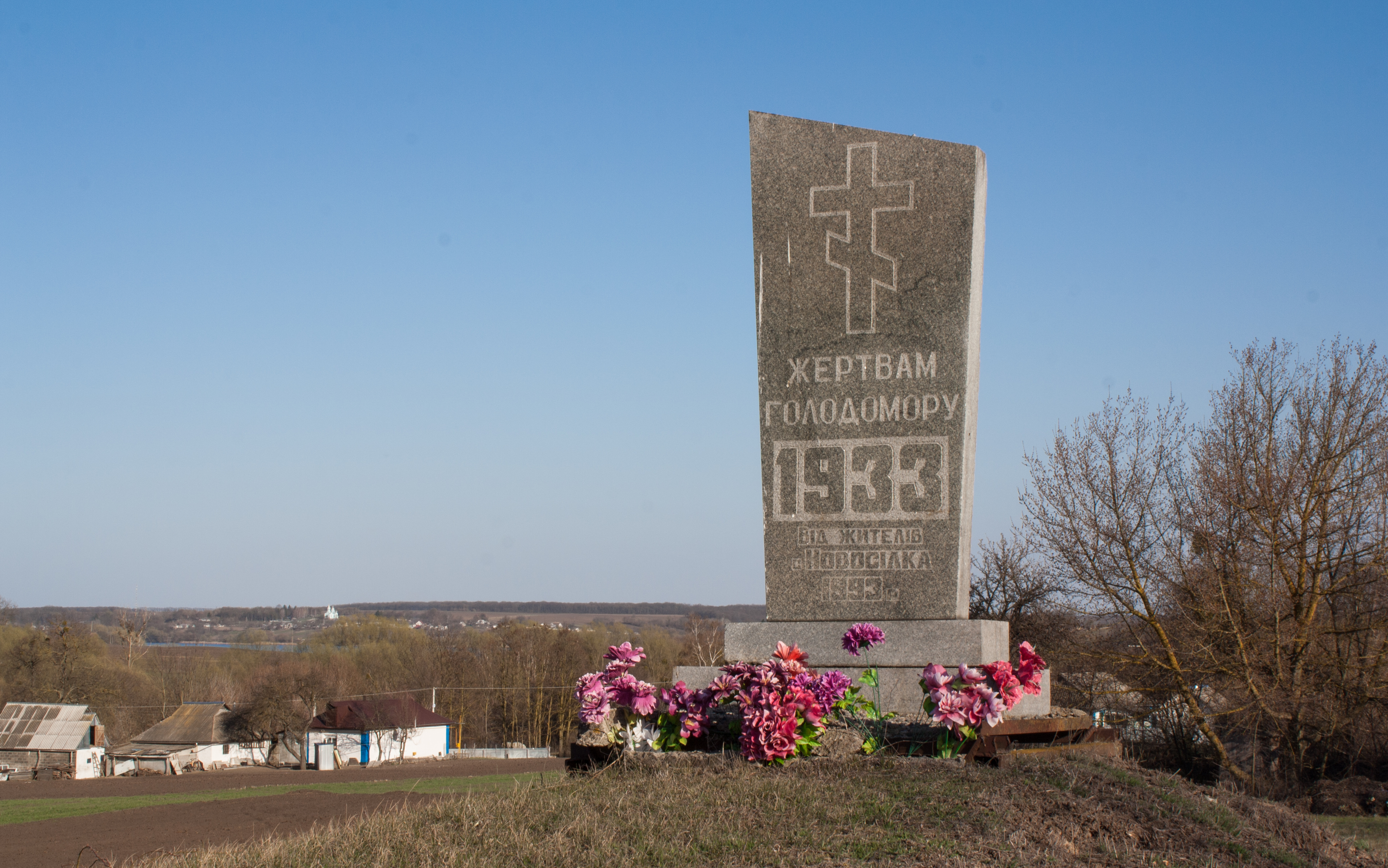
Пам'ятний знак жертвам Голодомору